# اولفیلاس

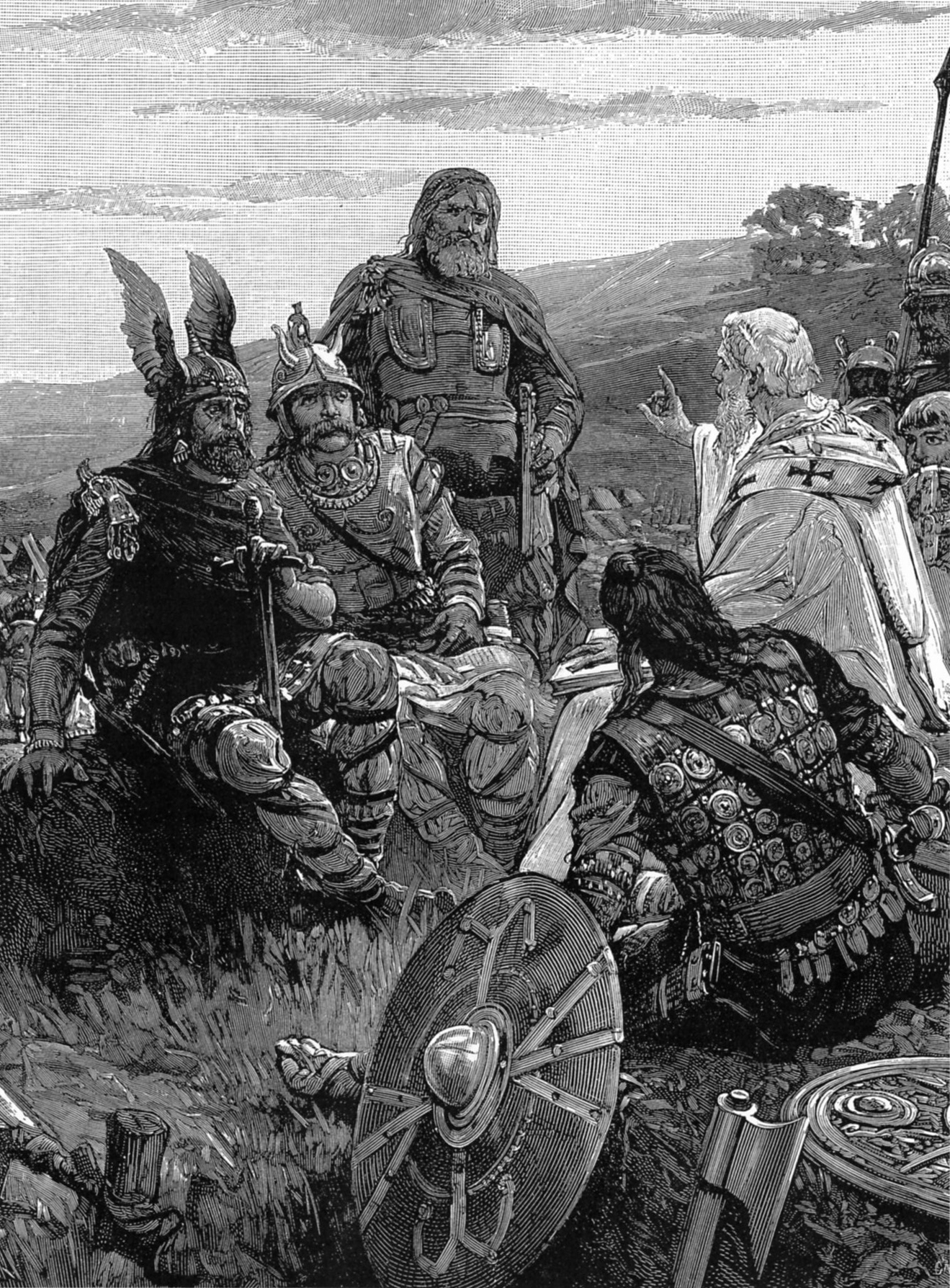
اولفیلاس در حال آموزش انجیل به گوت‌ها

اولفیلاس اُرفیلا (به لاتین: Ulfilas یا Orphila) (زادهٔ پیرامون ۳۱۱- مرگ ۳۸۳ میلادی) اسقف، مترجم کتاب مقدس و میسیونر مسیحی آریانیست گوت بود. تبار او به یونانیان کاپادوکیایی می‌رسید.
نام اولفیلاس لاتینی‌شدهٔ نام وولفینا بود که در زبان گوتیک به معنای گرگِ کوچک است.